# Prociphilus konoi
Prociphilus konoi är en insektsart. Prociphilus konoi ingår i släktet Prociphilus och familjen långrörsbladlöss. Inga underarter finns listade i Catalogue of Life.